# 祥符县
祥符县，中国古县名。

## 沿革
北宋大中祥符三年（1010年）改浚仪县置。以年号为名。与开封县同城而治，即今河南省开封市。宋、金与开封县同为开封府治；元同为汴梁路治。明、清为开封府治所。1913年裁府留县改名开封县。 